# Acer lauyuense
Acer lauyuense là một loài thực vật có hoa trong họ Bồ hòn. Loài này được W.P.Fang ex C.C.Fu mô tả khoa học đầu tiên năm 1981.